# Khachatur Kyapanaktsyan
Khachatur Kyapanaktsyan (in armeno Խաչատուր Քյափանակցյան?; Leninakan, 24 giugno 1968 – 30 settembre 2007) è stato un sollevatore armeno campione europeo a Sofia nel 1993, che gareggiò nella categoria dei pesi medi.

## Carriera
Nativo di Leninakan, oggi nominata Gyumri, ai campionati europei vinse quattro medaglie – una d'oro, due d'argento e una di bronzo – dal 1993 al 1998. Partecipò ai Giochi olimpici di Atlanta nel 1996, non concludendo la gara nello slancio dopo aver terminato al primo posto nello strappo. Dopo il ritiro dall'attività agonistica, dal 2005 divenne allenatore della squadra nazionale armena.
Morì il 30 settembre del 2007, all'età di 39 anni, in un incidente stradale, dove perse il controllo della sua auto precipitando in un burrone profondo settanta metri nell'autostrada tra Gyumri e Vanadzor.